# ال‌ای دایرکت مادلز
ال‌ای دایرکت مادلز (به انگلیسی: LA Direct Models) یک آژانس استعدادیابی برای فعالان صنعت پورنوگرافی است که در سال ۲۰۰۰ توسط بازیگر پورنوگرافی ، درک هی تأسیس شد. این آژانس که در ابتدا در لندن مستقر بود، کارهای فیلم‌های بزرگسالان را برای زنان انگلیسی در ایالات متحده رزرو می‌کرد. سال بعد، با افزایش تقاضا، هی و دوست دختر وقتش، هانا هارپر، بازیگر پورنو، دفتر مرکزی آژانس را به یک آپارتمان یک خوابه در لس آنجلس، کالیفرنیا منتقل کردند. دفاتر آنها نیز به گذرگاه کاهونگا، هالیوود، در ساختمانی مشترک با دفاتر تولیدکنندگان فیلم بزرگسالان ویوید اینترتینمنت منتقل شد. در پاییز 2014، آژانس دفتر جدیدی در لاس وگاس، نوادا افتتاح کرد و ساختمان ویوید را ترک کرد.